# Arcul lui Septimius Severus
Arcul lui Septimius Severus (în italiană Arco di Settimo Severo) este un arc de triumf localizat în partea vestică a forului roman. Este construit în întregime din marmură. A fost construit în 203 pentru a comemora victoriile împăratului roman Septimiu Sever și a fiilor săi, Caracala și Geta, împotriva Imperiului Part (194–195, 197–199).